# Special Olympics Mongolei
Special Olympics Mongolei (mongolisch Монголын Тусгай Олимпын Хороо /МТОХ/, englisch Special Olympics Mongolia) ist ein Verband von Special Olympics International, der Kindern und Erwachsenen mit geistiger Beeinträchtigung das ganze Jahr hindurch die Ausübung olympischer Sportarten anbietet. Ziel des Verbands ist, seinen Athleten durch den Sport zu ermöglichen, dass sie körperlich fit bleiben, sich an ihren Erfolgen freuen können, ihre Fähigkeiten unter Beweis stellen sowie neue Freundschaften und Beziehungen knüpfen können. Der Verband betreut auch seine Athletinnen und Athleten bei nationalen und internationalen Special Olympics Wettbewerben und hat seinen Sitz in Ulaanbaatar.

## Geschichte
Der Verband Special Olympics Mongolei wurde 2013 gegründet. Bei der Gründung hatte der Verband die Unterstützung des damaligen Präsidenten des Landes Tsachiagiin Elbegdordsch.

## Aktivitäten
Im Jahr 2015 waren 2515 Athletinnen und Athleten sowie 84 Trainer bei Special Olympics Mongolei registriert.
Der Verband bietet folgende Sportarten an: Leichtathletik, Judo und Tischtennis. Bei den Special Olympics World Summer Games 2019 schickte er auch Athleten zu den Wettbewerben in den Disziplinen Badminton, Boccia, Schwimmen und Fußball.
Der Verband nimmt an mehreren Programmen von Special Olympics International teil, nämlich an Athlete Leadership, Young Athletes, Healthy Athletes und Family Support Network.

### Teilnahme an vergangenen Weltspielen

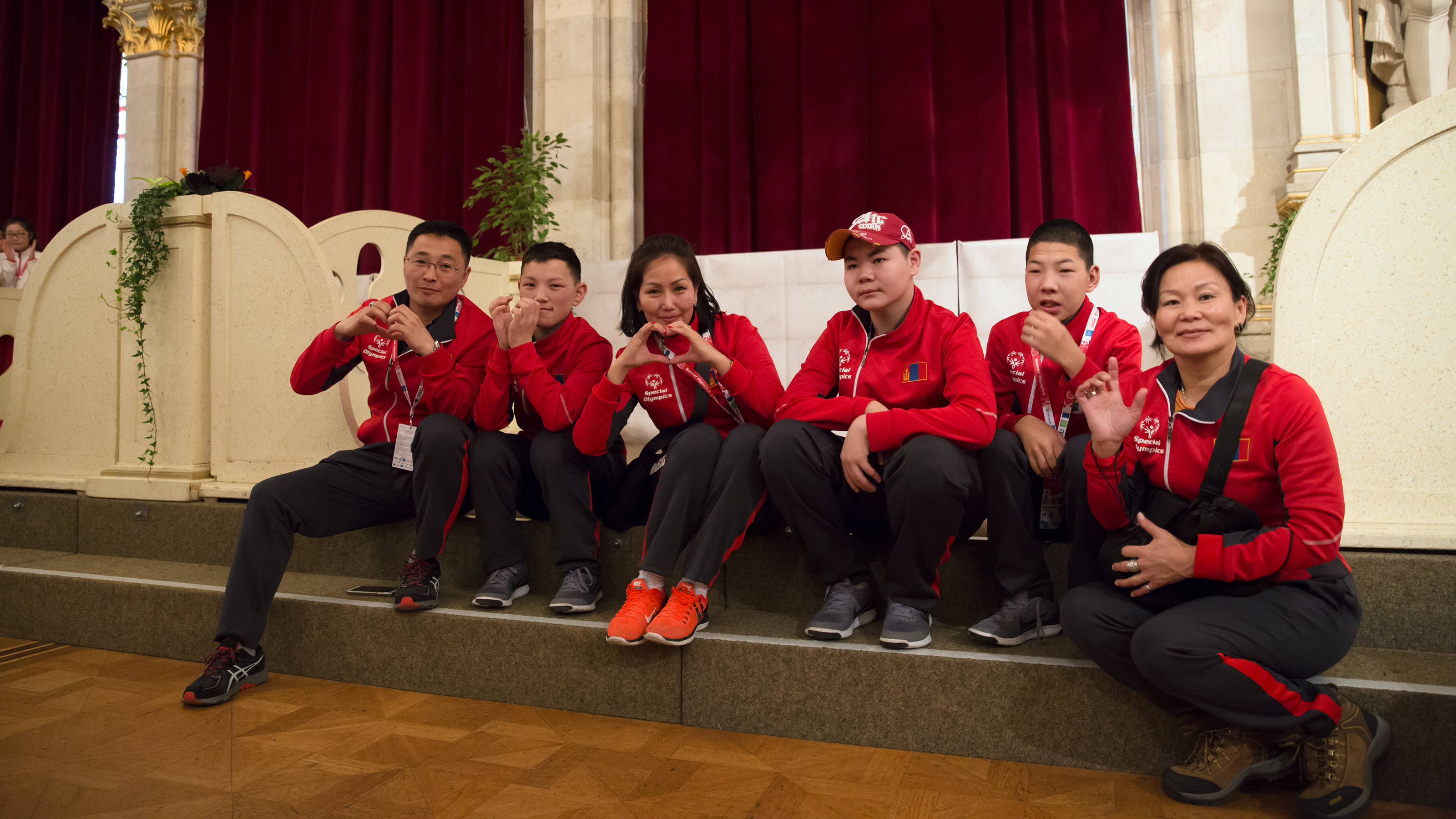
Mitglieder vom Team Mongolei bei einem Empfang der Special Olympics World Winter Games 2017

- 2013 Special Olympics World Winter Games, PyeongChang, Südkorea (2 Athleten, auf besondere Einladung und mit finanzieller Unterstützung von Special Olympics Korea)[4]
- 2015 Special Olympics World Summer Games, Los Angeles, USA (12 Athletinnen und Athleten)
- 2017 Special Olympics World Winter Games, Graz-Schladming-Ramsau, Österreich (14 Athletinnen und Athleten)[5]
- 2019 Special Olympics, World Summer Games, Abu Dhabi (28 Athletinnen und Athleten)[3]
- 2025 Special Olympics World Winter Games, Turin, Italien (24 Athletinnen und Athleten)[6]

### Teilnahme an den Special Olympics World Summer Games 2023 in Berlin
Der Verband Special Olympics Mongolei nahm an den Special Olympics World Summer Games 2023 in Berlin teil. Die Delegation aus der Mongolei wurde vor den Spielen im Rahmen des Host Town Programs von Mosbach und Schwarzach (Odenwald) in Baden-Württemberg betreut. Es waren 71 Personen angekündigt. Das Team gewann bei diesen Weltspielen zwei Gold-, fünf Silber- und sechs Bronzemedaillen.